# 傳動系統

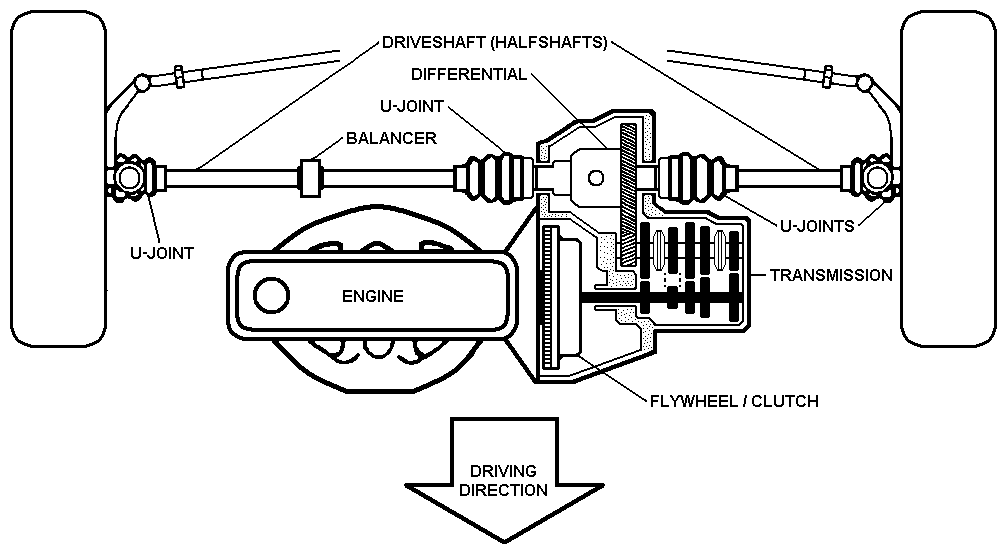
四輪傳動車的發動機及傳動系統

車輛的傳動系統，又稱驅動系統（Drivetrain）是指由各零件組成的可以將功率傳動到驅動輪的系統。傳動系統不包括產生動力的發動機。傳動系統和發動機合起來即為动力总成（Powertrain）

## 功能
傳動系統的功能是連結產生動力的發動機以及驅動輪，其中會利用機械能使驅動輪的軸轉動。耦合也包括將二個實體元件，而且在車輛上，可能不是在鄰近的位置，因此需要長的传动轴。發動機和驅動輪的轉速不同，因此需要利用齿轮系來轉換速度。當車輛速度改變時，發動機會了其速率考量，理想上需要維持在固定的轉速，因此需要透過齿轮系轉換速比，變速可能是人工換檔變速，也可能是自動變速。

## 零件
確切的零件會隨車輛種類而不同。
以下是一些典型的零件：

### 手動變速車

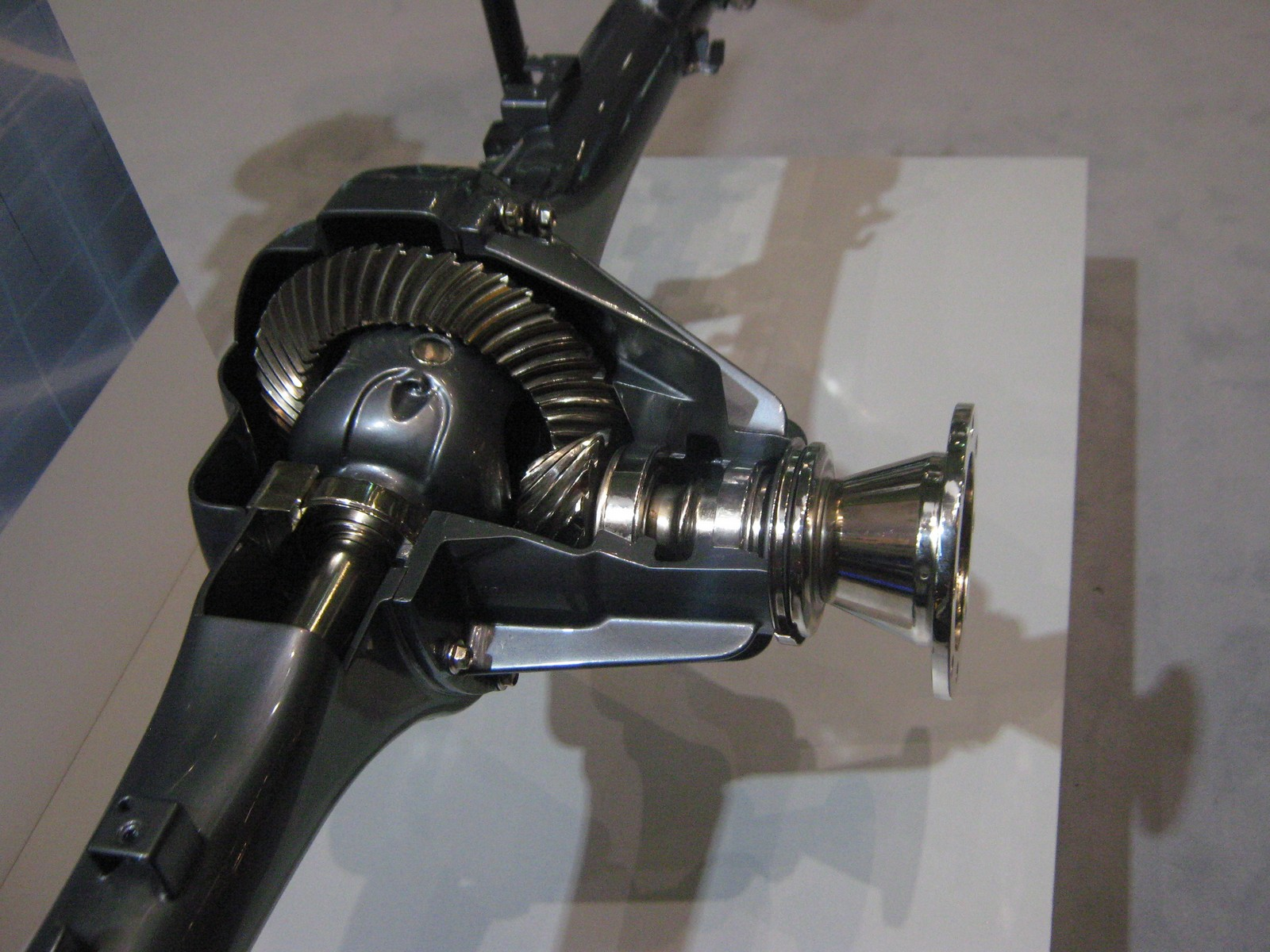
後輪軸，準雙曲面錐齒輪以及主減速器

- 飛輪
  - 雙質量飛輪（英语：Dual mass flywheel）（很少見）
- 離合器
- 變速器
  - 超速传动
- 传动轴
- 後輪軸
  - 主减速器（Final drive）
  - 差速器

### 自動變速器
- 液力变矩器
- 變速器
- 传动轴
- 後輪軸
  - spool
  - 差速器

### 四輪傳動車
- 離合器
- 變速差速器（英语：Transaxle）
  - 齿轮箱
  - 主减速器
  - 差速器

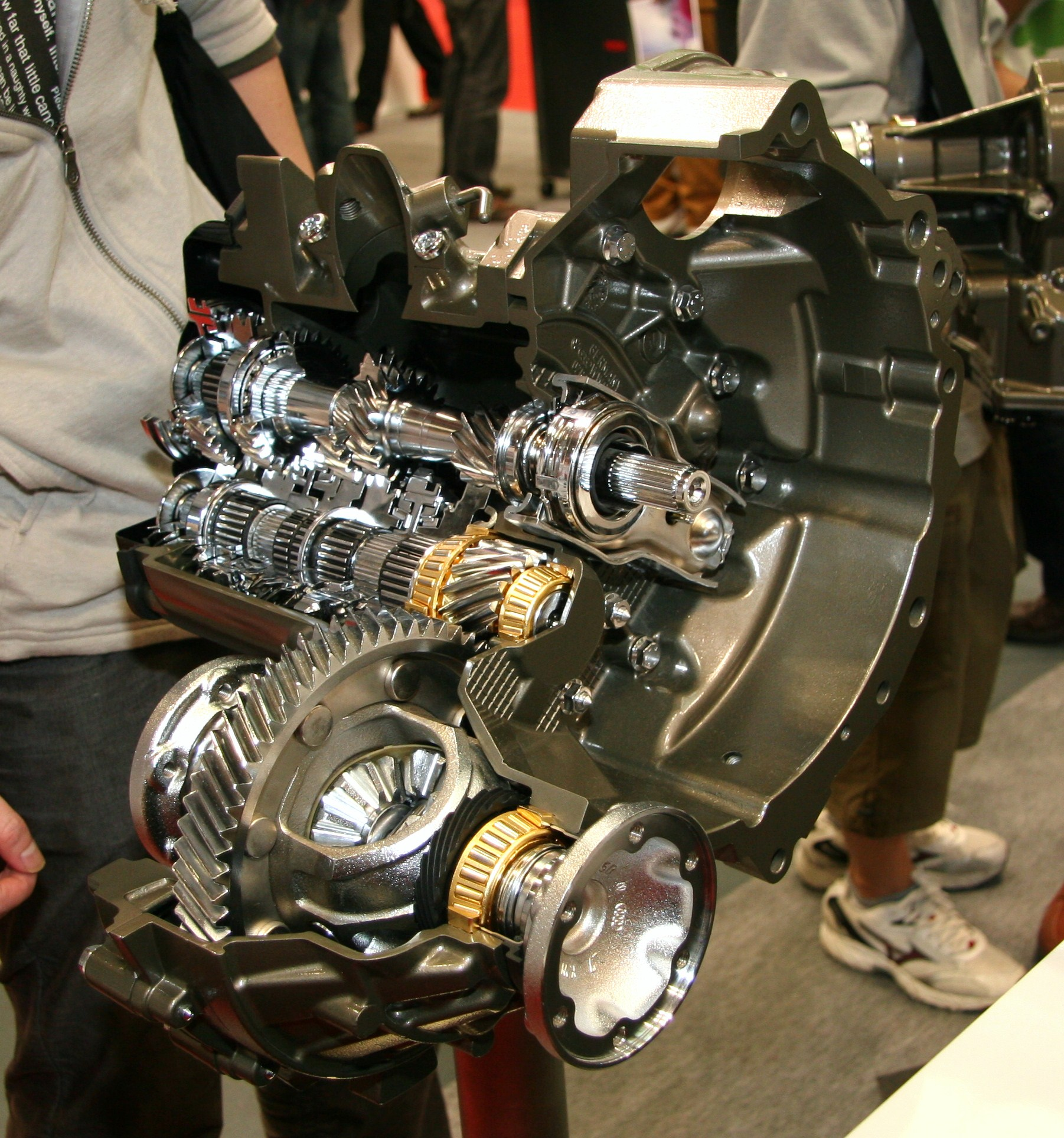
四輪傳動車，齿轮系和主减速器在同一個外殼內

  - 每一個輪子都有传动轴及等速接頭（英语：constant-velocity joint）

### 四輪傳動越野車

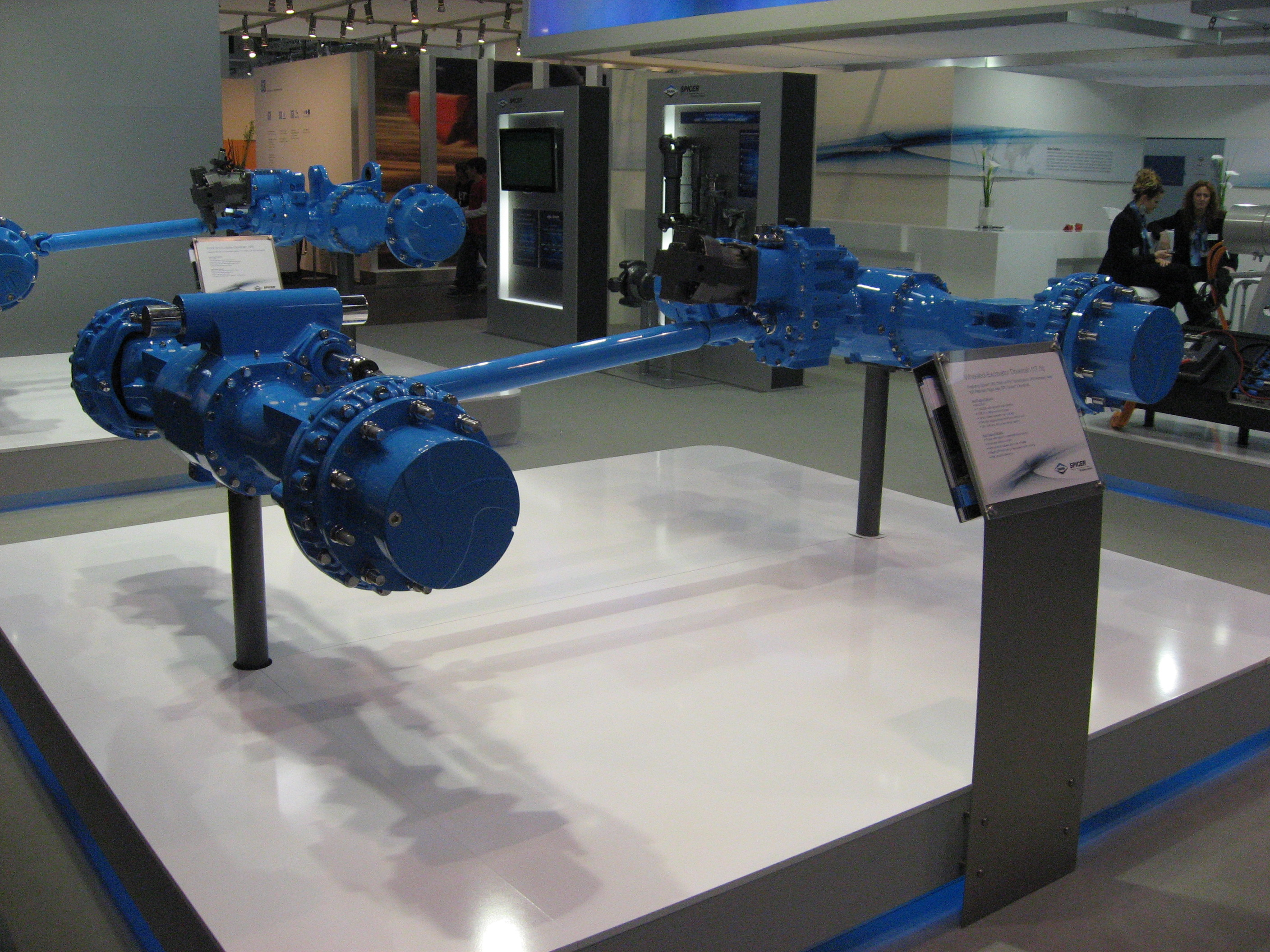
四輪傳動車的傳動系統

- 離合器
- 齿轮箱
- 加力箱（英语：Transfer box）
- 傳動系制動器（英语：Transmission brake）
- 前輪及後輸的推進軸
  - 主减速器
  - 強制鎖止差速器（英语：Locking differential）
  - 門軸（英语：Portal axle）

### 主减速器

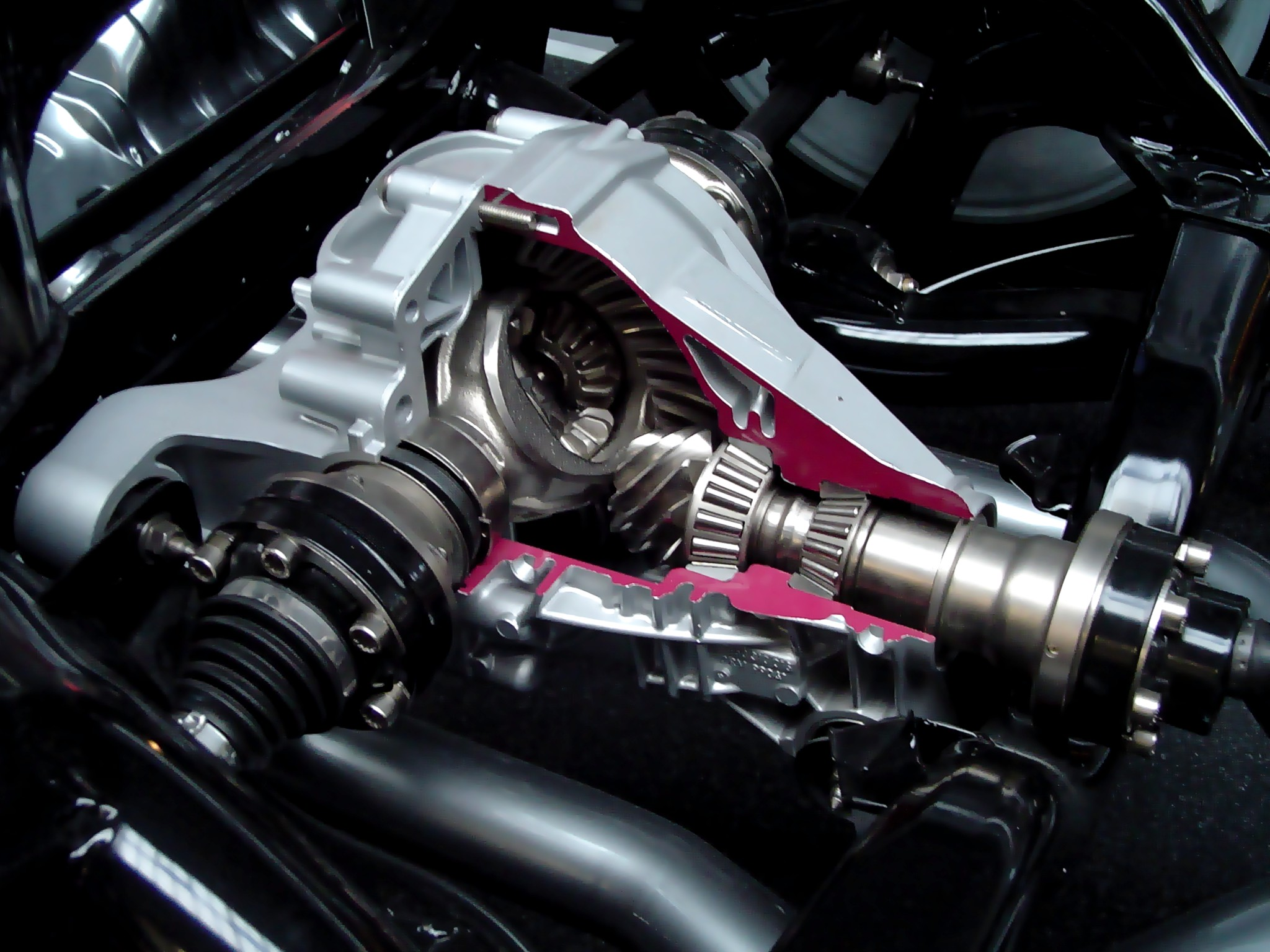
汽車主減速器的剖面圖，其中也包括差速器

主减速器（final drive）是傳動系統的最後一個零件，傳輸轉矩到驅動輪。道路車輛的主减速器會和差速器整合。若是鐵路車輛，主減速器會和反向齒輪整合。例子包括Self-Changing Gears的RF 28（用在許多英国铁路的
第一代柴油多機車中） and RF 11（用在British Rail Class 03, British Rail Class 04的柴油調車機車中）。